# Kline

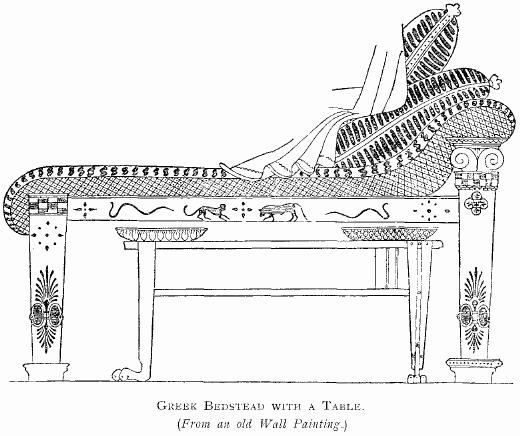
Kline y mesa de la Illustrated History of Furniture, from the Earliest to the Present Time por Frederick Litchfield, 1893.

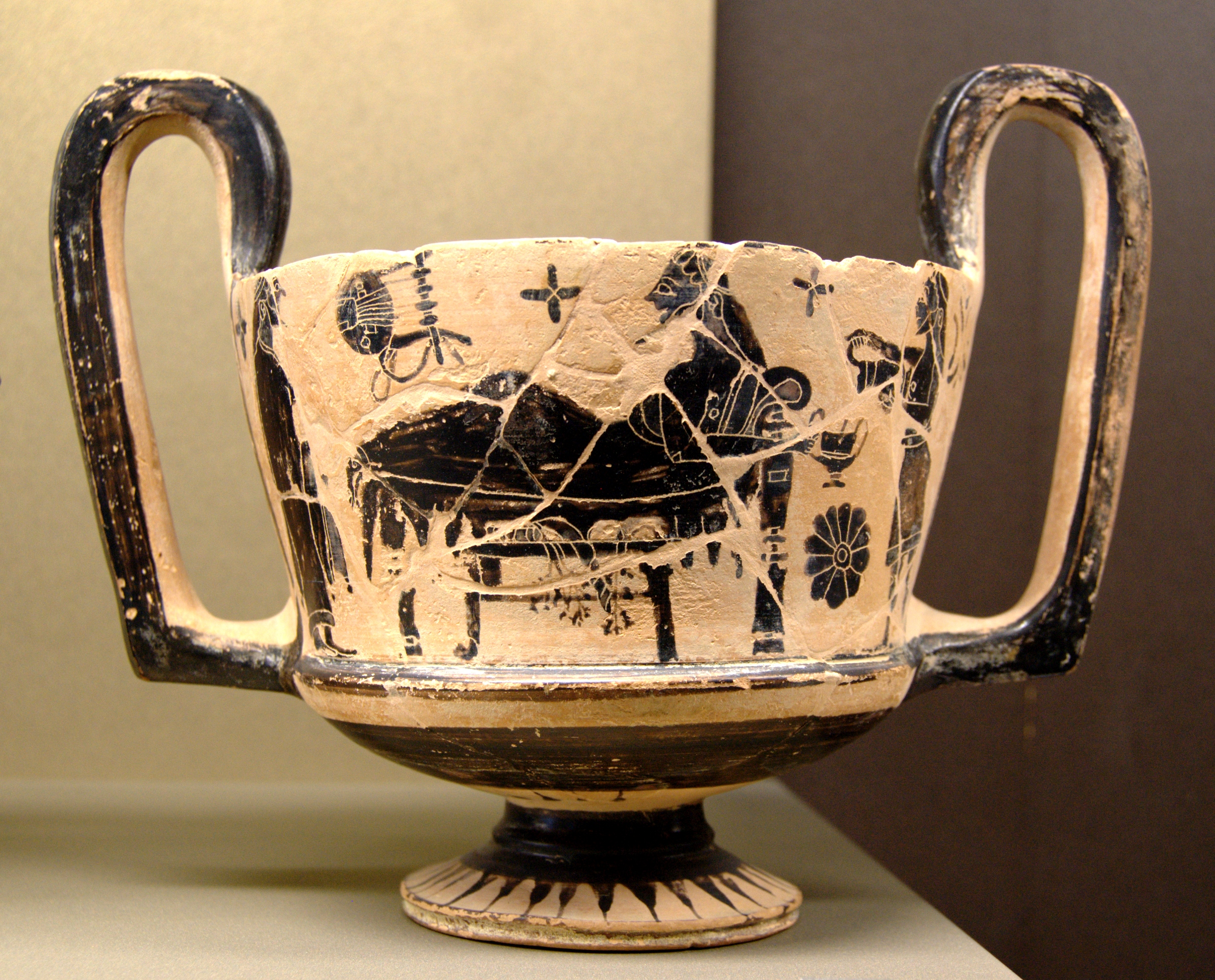
Escena de banquete con la representación de un kline en un kántharos beocio de figuras negras de c. 560 a. C.

El kline (del griego  κλίνη, y en plural klinai) es un antiguo tipo de mueble, especie de diván o lecho que fue utilizado por los antiguos griegos y luego por los etruscos y romanos durante sus symposia o sus equivalentes en la sociedad romana, convivia . 
Utilizando tres klinai dispuestos alrededor de una mesa baja normalmente cuadrada, en tres de sus lados, en forma de U, dejando el cuarto despejado para permitir acercarse a los sirvientes, se formaba un triclinium, donde los comensales, recostados sobre su lado izquierdo, disfrutaban de la comida. Si sólo se utilizan dos klinai, se forma un biclinium.

## Historia
El kline ya era utilizado por los antiguos griegos a finales del siglo VII a. C. De forma rectangular, apoyaba sobre cuatro patas, dos de las cuales podían ser más largas que las otras, pudiendo tener un apoyabrazos o una cabecera. Richter distingue tres tipos:  Los que tienen patas de animales, los que tienen patas torneadas y los que tienen patas rectangulares, aunque esta terminología es algo problemática.
La tela recubriría el armazón del diván y diferentes cojines se colocarían cerca del brazo o contra el apoyabrazos, haciendo del kline un mueble muy adecuado para utilizar en los symposia. Una pata torneada de una cama de bronce fue descubierta in situ en la Casa de los sellos en Delos lo que ha permitido imaginar cómo debieron ser este tipo de klinai en la realidad. También aparecen numerosas representaciones de klinai en vasijas griegas,  recubiertas de telas preciosas y con cojines. Estos muebles utilizaban cuero, lana o lino, aunque también podría haberse utilizado la seda. Los cojines o el propio lecho podían estar rellenos de lana, plumas, hojas o heno.